# Dalida (album 1957)
Miguel è il secondo album in studio della cantante franco-italiana Dalida, pubblicato nel 1957.

## Tracce
Lato A
1. Miguel – 1:59 (Marc Fontenoy, Ramón Cabrera)
2. Maman, la plus belle du monde – 3:39 (Marino Marini, Fernand Bonifay)
3. Aïe! Mourir pour toi! – 3:39 (Charles Aznavour)
4. Le petit chemin de pierres – 2:23 (Giuseppe Cioffi, Jean Patrick)

Lato B
1. Le ranch de Maria (Casetta in Canada) – 2:42 (Jacques Larue, Mario Panzeri, Vittorio Mascheroni)
2. Quand on n'a que l'amour (Versione 1957) – 2:41 (Jacques Brel)
3. Tu n'as pas très bon caractère – 2:35 (Ferdinando Albano, Fernand Bonifay)
4. Tu peux tout faire de moi – 3:14 (Fernand Bonifay, Guy Magenta)